# فیل شیلر
فیلیپ دبلیو شیلر معروف به فیل شیلر (به انگلیسی: Philip W. Schiller) (متولد ۱۹۶۰ در ناتیک، ماساچوست) نایب رئیس ارشد بخش بازاریابی جهانی شرکت اپل است. شیلر از سال ۱۹۹۷ که استیو جابز به اپل بازگشت، عضو تیم رهبری اجرایی اپل شد و هم‌اکنون دستیار تیم کوک است.
شیلر دارای تجربه ۲۵ ساله در زمینه مدیریت و بازاریابی محصولات است.

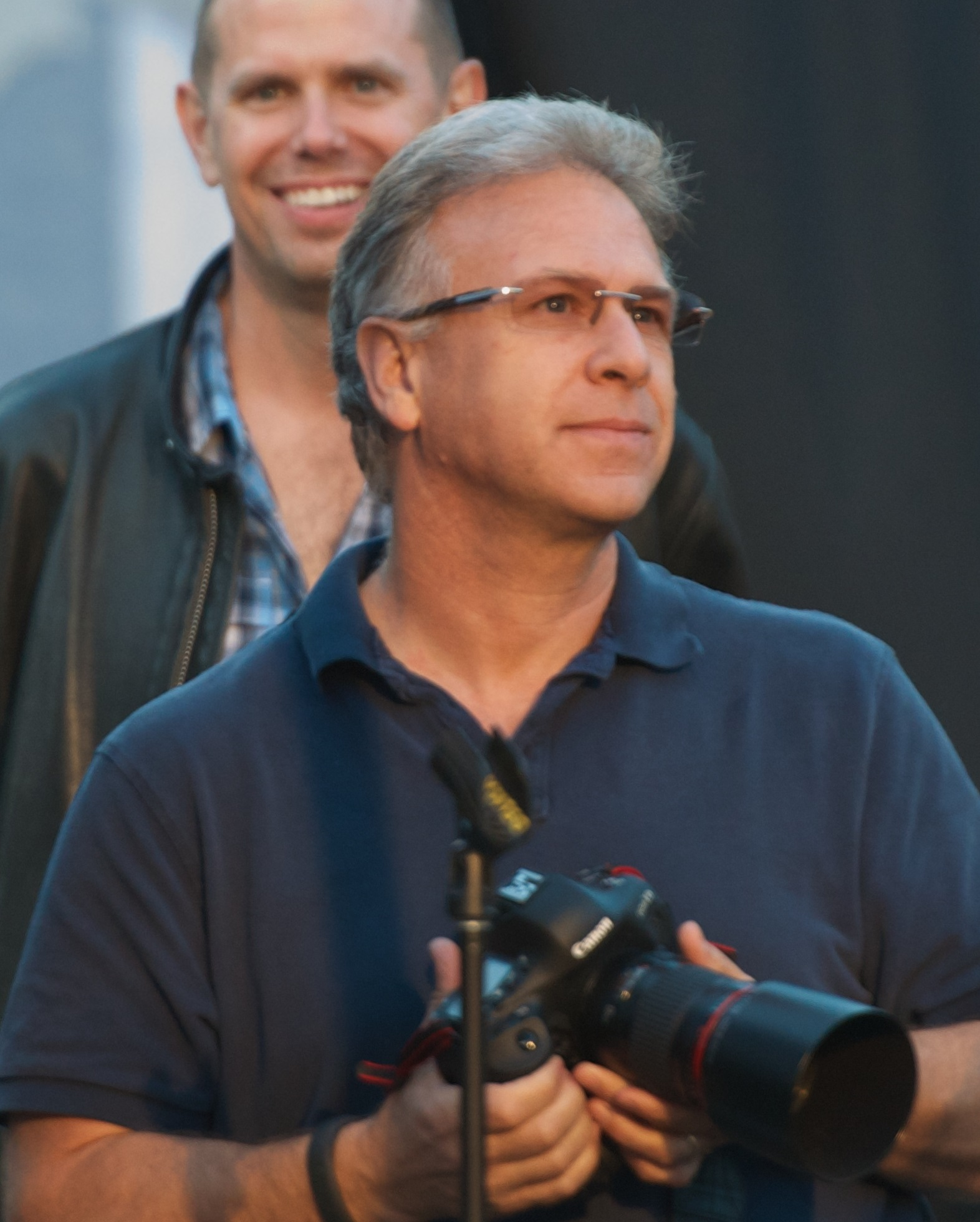
فیل شیلر در کنفرانس توسعه‌دهندگان اپل در سال ۲۰۱۲